# Dhummawad, Kalghatgi
Dhummawad là một làng thuộc tehsil Kalghatgi, huyện Dharwad, bang Karnataka, Ấn Độ.